# Heterogomphus curvicornis
Heterogomphus curvicornis är en skalbaggsart som beskrevs av Heinrich Bernward Prell 1912. Heterogomphus curvicornis ingår i släktet Heterogomphus och familjen Dynastidae. Inga underarter finns listade i Catalogue of Life.